# Małgorzata Pępek
Małgorzata Anna Pępek z domu Konior (ur. 10 czerwca 1961 w Kocierzu Rychwałdzkim) – polska działaczka samorządowa, w latach 2002–2011 wójt Ślemienia, posłanka na Sejm VII, VIII, IX i X kadencji.

## Życiorys
W 2006 ukończyła studia wyższe z zakresu administracji w Krakowskiej Szkole Wyższej im. Andrzeja Frycza Modrzewskiego, a w 2010 studia podyplomowe z zakresu zarządzania w administracji publicznej w PAN.
Od 1990 związana z samorządem gminy Ślemień. Do 2002 zasiadała w radzie gminy, wchodziła też w skład zarządu gminy. W bezpośrednich wyborach samorządowych w 2002, 2006 i 2010 była wybierana na urząd wójta tej gminy. Działa w Ochotniczej Straży Pożarnej i innych organizacjach społecznych. Przystąpiła do Platformy Obywatelskiej, została przewodniczącą struktur tej partii w powiecie żywieckim.
W wyborach parlamentarnych w 2011 uzyskała mandat poselski jako kandydatka z listy PO, otrzymując 12 723 głosy w okręgu bielskim. W Sejmie VII kadencji zasiadała w Komisji Rolnictwa i Rozwoju Wsi, Komisji Samorządu Terytorialnego i Polityki Regionalnej oraz w Komisji Polityki Senioralnej. W wyborach w 2015 została ponownie wybrana do Sejmu, otrzymując 11 733 głosy. W Sejmie VIII kadencji była członkinią Komisji Samorządu Terytorialnego i Polityki Regionalnej, Komisji Administracji i Spraw Wewnętrznych oraz od grudnia 2016 do lutego 2019 Komisji Mniejszości Narodowych i Etnicznych. W wyborach samorządowych w 2018 bez powodzenia kandydowała na stanowisko burmistrza Żywca, zdobywając 2022 głosy (13,84%) i zajmując 3. miejsce wśród 5 kandydatów. W wyborach w 2019 i 2023 z powodzeniem ubiegała się o poselską reelekcję z ramienia Koalicji Obywatelskiej, otrzymując odpowiednio 17 914 głosów oraz 22 184 głosy.

## Wyniki w wyborach ogólnopolskich
| Wybory | Komitet wyborczy   | Komitet wyborczy      | Organ             | Okręg | Wynik          |
| ------ | ------------------ | --------------------- | ----------------- | ----- | -------------- |
| 2011   |                    | Platforma Obywatelska | Sejm VII kadencji | nr 27 | 12 723 (4,09%) |
| 2015   | Sejm VIII kadencji | Platforma Obywatelska | 11 733 (3,48%)    | nr 27 |                |
| 2019   |                    | Koalicja Obywatelska  | Sejm IX kadencji  | nr 27 | 17 914 (4,60%) |
| 2023   | Sejm X kadencji    | Koalicja Obywatelska  | 22 184 (4,98%)    | nr 27 |                |